# Praha-východ (železniční terminál)
Praha-východ či Praha východ jsou pracovní názvy terminálu vysokorychlostní železnice, který je plánován do oblasti Nehvizd v okrese Praha-východ, před rozvětvením vysokorychlostních tratí od Prahy na Hradec Králové a na Brno. Investorem má být Správa železnic. Terminál má sloužit jako přestupní uzel mezi dvěma vysokorychlostními tratěmi, zároveň též pro přestup na regionální železniční i autobusovou dopravu a jako přestupní uzel v systému P+R. 

## Historie záměru
O koridoru pro vysokorychlostní železnici jižně od Nehvizd se uvažuje podle informace z roku 2019 „již přes padesát let“ a trať je proto i vyznačena v územních plánech. Úsek z Prahy do Poříčan má být podle plánů SŽDC z roku 2019 pilotním prvním úsekem vysokorychlostních tratí v Česku, zahájení výstavby je plánováno v optimálním případě na rok 2025 a dokončení na rok 2028, výstavba pokračování z Poříčan na Brno by pak byla zahájena až v roce 2030.
Ve směru z Prahy se má vysokorychlostní trať u Poříčan (cca 14 km za Nehvizdy) rozdělovat na dva směry, jeden na Brno a druhý na Hradec Králové. Obě vysokorychlostní tratě, na kterých má společný terminál ležet, tedy RS1 Praha–Brno i RS5 Praha–Vratislav, jej mají na jedné ze dvou zvažovaných variant či větví svých tras: brněnská trať má druhou zvažovanou variantu přes Benešov a Jihlavu místo přes Havlíčkův Brod, vratislavská trať má druhou zvažovanou variantu přes Liberec místo přes Hradec Králové. Anotace soutěže Správy železnic na architektonicko-urbanistické řešení terminálu z léta 2020 jej zmiňuje jako přestupní uzel mezi oběma vysokorychlostními tratěmi.
Informace o záměru dopravního terminálu u Nehvizd se objevila v médiích v listopadu 2019.
Podle tohoto záměru by měl být v tomto terminálu možný přestup z rychlovlaků na příměstské vlaky, součástí terminálu má být též parkoviště pro přibližně 3000 vozidel a zřejmě i autobusový terminál. Rychlostní trať má být v okolí Nehvizd v terénním zářezu, podobně jako dálnice D11. Městys Nehvizdy se s SŽDC dohodl, že budou společně prosazovat, aby pro příjezd k terminálu byl zajištěn silniční obchvat Nehvizd. Terminálem by podle předpokladu mělo denně projít kolem 20 tisíc cestujících. V první fázi má být nová stanice využívána pro dálkové vlaky z Prahy přes Kolín nebo Nymburk dále na východ a jihovýchod ČR, které tak uvolní kapacitu stávající železniční tratě pro posílení příměstské dopravy. Po dokončení dalších úseků vysokorychlostní trati ji mají využívat i vysokorychlostní vlaky.
Podobnými terminály mají být na hlavní vysokorychlostní trati též Jihlava nebo Brno-Vídeňská. Mají umožňovat jak průjezd velmi rychlých expresních spojů plnou rychlostí, tak zastavení pomalejších vlaků. Budování terminálů pro rychlovlaky na okraji velkých aglomerací (jako má být Praha-východ nebo Brno-Vídeňská) je inspirováno ve Francii.
Má jít o zcela novou stanici se dvěma ostrovními nástupišti.
Na začátku července 2020 Správa železnic oznámila, že připravuje otevřenou architektonickou soutěž na podobu nového terminálu. Cílem má být najít optimální řešení nejen samotného vysokorychlostního terminálu s parkovištěm pro 3000 automobilů s propojením na integrované regionální autobusové linky, ale také ideově pojmout urbanismus širšího okolí a napojení na blízkou dálnici D11. Do přípravy soutěže Správa železnic zapojila zástupce samosprávy městyse Nehvizdy a dalších obcí. Na průběh soutěže má dohlédnout Česká komora architektů. ČKA předpokládá vyhlášení soutěže k 15. září 2020. Podle iDnes.cz však byla soutěž vyhlášena již 2. července 2020, kdy ostatní média pouze předběžně oznámila přípravu soutěže.
Současně se SŽ chystá hledat dodavatele dokumentace pro územní rozhodnutí.